# Nakalakevi
Nakalakevi (en georgiano: ნაქალაქევი) es un pueblo de Georgia ubicado en el centro de la región de Mesjetia-Yavajetia, siendo parte del municipio de Aspindza.

## Geografía
Nakalakevi se encuentra en la orilla derecha del río Kurá, a 24 kilómetros de Aspindza.  

## Demografía
La evolución demográfica de Nakalakevi entre 2002 y 2014 fue la siguiente:
| 476                                             | 426 |
| (Fuente: Population of Georgia in Soviet times) |     |

Según el censo de 2014, el 99,1% de la población son georgianos.

## Infraestructura

### Arquitectura, monumentos y lugares de interés
En las cercanías del pueblo se encontraba el casco antiguo de Tsunda.  